# Joanna Russ
Joanna Russ (ur. 22 lutego 1937 w Nowym Jorku zm. 29 kwietnia 2011 w Tucson) – amerykańska pisarka, wykładowczyni akademicka i feministka oraz krytyk fantastyki. Część jej twórczości jest uznawana za prekursorską dla podgatunku feministycznej science fiction. 

## Życiorys
Była autorką wielu książek z dziedziny fantastyki naukowej, fantasy i feministycznej krytyki literackiej, w tym Jak stłumić kobiece pisanie, oraz powieści Strajkując przeciwko Bogu, a także jednej publikacji dla dzieci, Kittatinny. Jej najbardziej znana książka to Kobiecy mężczyzna (Nagroda Tähtivaeltaja 1987, nominacja do Nebuli), powieść łącząca fikcję o charakterze utopijnym i satyrę.
Russ określała się jako socjalistyczna feministka, wyrażając szczególny podziw dla pracy i teorii Clary Fraser i jej Freedom Socialist Party (FSP).
Laureatka Nebuli w 1973 za miniaturę literacką Kiedy zaszła zmiana (When It Changed) oraz Hugo i Locusa w 1983 za opowiadanie Souls. W 1988 otrzymała Nagrodę Pielgrzyma za wkład w działalność krytyczną i naukową na polu fantastyki naukowej. Została nagrodzona retrospektywną nagrodą Otherwise za teksty Kobiecy mężczyzna i Kiedy zaszła zmiana.